# Adoxia australis
Adoxia australis es un coleóptero de la familia Chrysomelidae. 
Fue descrita científicamente por primera vez en 1886 por Jacoby.